# Universiteit van Toamasina
De Universiteit van Toamasina is een universiteit gevestigd in Toamasina, de grootste havenstad in Madagaskar, aan de oostkust van het eiland.

## Geschiedenis
De universiteit is opgericht in 2 september 1977. De universiteit was vroeger een deel van de Universiteit van Madagaskar, samen met de openbare universiteiten in Antananarivo, Antsiranana, Mahajanga, Toliara en Fianarantsoa. In 1988 verviel het systeem en werden alle locaties onafhankelijk, zo kreeg deze universiteit haar autonome status in 1989.
- International Standard Name Identifier: 0000 0000 9486 7393
- Library of Congress Control Number: n2001085698
- Virtual International Authority File: 139745279